# Зоринці
Зо́ринці — село в Україні, у Жмеринській міській громаді Жмеринського району Вінницької області.

## Історія
На місці села були колись віковічні ліси. Люди оселилися тут на початку XIX ст. і були вони кріпаками — втікачі з навколишніх сіл. Історія виникнення назви така. У маєток пана В. Д. Бахіна, що жив у Почапинцях, приїжджали гості. Слуги йшли в наиглухіші і багаті на здобич кутки. Саме такі були вздовж невеликої, але гарної річки Згар. По дорозі мисливці зупинялись на великій галявині — майдані. Звідси і виникла назва села, яка існувала до 1962 року, — Майдан Почапинецький.
Місце Погибла знає в селі кожний. За легендою, під час нападу татар там загинуло багато людей. Згарище, що залишилося на місці лісу, дало назву річці — Згар. Станом на 2001 рік у селі проживало 376 чоловік і нараховувалось 192 будинки.
12 червня 2020 року, відповідно до Розпорядження Кабінету Міністрів України від  № 707-р «Про визначення адміністративних центрів та затвердження територій територіальних громад Вінницької області», увійшло до складу Жмеринської міської громади.
19 липня 2020 року, в результаті адміністративно-територіальної реформи та ліквідації Жмеринського району, село увійшло до складу новоутвореного Жмеринського району.

## Відомі люди
- Загрійчук Анатолій Леонідович (1951—2014) — український письменник, священик, педагог.

## Джерело
- Біньківський М. І., Овчарук М. М., Райчук М. М. «На перехресті шляхів і доль» видавництво Київ «ЕксОб» — 2002 р. — ст. 244